# Никулинские Выселки
Никулинские Выселки — деревня в Тульской области России. С точки зрения административно-территориального устройства входит в Спас-Конинский сельский округ, Алексинский район. В плане местного самоуправления входит в состав муниципального образования город Алексин.

## География
Деревня находится в северо-западной части Тульской области, в пределах северо-восточного склона Среднерусской возвышенности, в подзоне широколиственных лесов, на региональной автодороге Тула — Алексин на расстоянии около 28 км по ней до города Алексин (по прямой — около 22 км), у границы с городским округом Тула.

### Климат
Климат характеризуется как умеренно континентальный, с ярко выраженными сезонами года. Средняя температура воздуха летнего периода — 16 — 20 °C (абсолютный максимум — 38 °С); зимнего периода — −5 — −12 °C (абсолютный минимум — −46 °С). Снежный покров держится в среднем 130—145 дней в году. Среднегодовое количество осадков — 650—730 мм.

## Название
Выселок деревни Никулино.

## История
На плане Генерального межевания Тульского наместничества 1790 года деревня не обозначена.
По данным 1859 года Никулинские выселки — владельческая деревня 2-го стана Алексинского уезда Тульской губернии при безымянной речке, в 24 верстах от уездного города Алексина, с 14 дворами и 129 жителями (61 мужчина, 68 женщин).
Во второй половине XIX века деревня относилась к Варфоломеевской волости Алексинского уезда. Была приписана к церковному приходу в селе Никулино, из которого выделилась. Рассматривалась как часть села Никулино, от которого была административно отделена в 1899 году.
В 1912 году в Алексинском уезде была проведена подворная перепись. Деревня Никулинские Выселки относилась к сельскому обществу Никулинских Выселок Варфоломеевской волости. Имелось 30 хозяйств бывших крестьян помещика Аристова (из них 27 наличных приписных и 3 отсутствующих), итого 166 человек (79 мужчин и 87 женщин) наличного населения (из них 27 грамотных и полуграмотных и 10 учащихся).
Имелось 55 земельных наделов, всего 196,5 десятин надельной земли (127,8 десятины пашни, 16,4 — сенокоса, 27,8 — кустарника, 3,7 десятин выгона, 8,7 — усадебной земли и 12,1 — неудобной земли). Шестью хозяйствами было сдано 13,5 десятин надельной земли; пять хозяйств арендовали 23,6 десятин надельной земли своей общины. В пользовании наличных хозяйств находилось 182,2 десятины удобной земли, в том числе 126 десятин пашни, 15,7 десятины сенокоса.
Под посевами находилось 85,9 десятин земли (в том числе 7,1 десятины усадебной), из неё озимая рожь занимала 40,1 десятины, яровой овёс — 27,7 десятины, картофель — 8,8 (в основном на усадебной земле), чечевица — 2,6 десятины, гречиха 2,5, конопля — 1,9 (на усадебной земле), лён — 1,8, горох — 0,5 десятины.
У жителей было 37 лошадей, 54 головы КРС, 58 овец и 8 свиней; одно хозяйство держало 10 ульев пчёл.
Промыслами занимался 31 человек: 10 — местными и 21 отхожими (в основном в Москве и в своей губернии), из них 6 слесарей, по 4 булочника и штукатура, по 2 кухарки и дворника.
По переписи 1926 года деревня Никулинские Выселки входила в состав Больше-Бизюкинского сельсовета Алексинского района Тульской губернии, имелось 35 крестьянских хозяйств и 180 жителей (80 мужчин, 100 женщин). Ко Второй мировой войне число дворов сократилось до 28.
Решением исполнительного комитета Тульского областного Совета народных депутатов от 30.04.1986 N 7-270 «Об изменениях в административно-территориальном делении районов области» была исключена из учётных данных. Восстановлена Постановлением Администрации Тульской области от 12 марта 2009 года № 111 «О признании утратившими силу некоторых решений исполнительного комитета Тульского областного Совета народных депутатов».
По переписи 2010 года — деревня Шелепинского сельского поселения, без населения. По переписи 2021 года — 6 человек (русские). На 2025 год в деревне имеются 6 частных жилых домов, конный клуб «Рыжий пони» и птицеводческая ферма ООО «Авиаген», введённая в эксплуатацию в 2024 году.

## Население
| 2010 |
| ---- |
| 0    |